# アンドルー・グラスゴー
アンドルー=グラスゴー (Andrew Glesgow) は、獸木野生の漫画に登場するキャラクター。基本的な活動舞台は「PALM」シリーズ。色々な作品で色々な役を演じるが、ここでは「PALM」シリーズにおける設定について記す。

## 人物
本名はアンドルー=クレイトン=グラスゴー／Andrew Clayton Glesgow。通称はアンディ。生年月日は1963年8月1日。性別は男性。父親がクウエートのアラブ人とイギリス人の混血、母親がギリシャ系アメリカ人とブラジル黒人の混血。母はモナ=ハリシアディス=グラスゴー、父はサミエル=グラスゴー、はとこはアンジェラ＝バーンスタイン、曽祖父はトーマス・グラスゴー、後見人はカーター＝オーガス。父が働いていた毒蛇研究所のあるアフリカ、ケニアで育つ。3歳の時、母の事故死により周囲に心を閉ざす。10歳から15歳まではサバンナでライオンと暮らす。父の死後17歳で渡米、高校で一年間だけ学校教育を受ける。20代で芸術家として成功、1992年死去。職業は彫刻家。